# Sasa
Sasa er en slægt af buskagtige græsser, der er udbredt med arter i Østasien. Det er planter med opstigende, hule stængler, brede, stedsegrønne blade og et kraftigt netværk af jordstængler og rødder. De har som regel kun én sidegren fra hvert knæ. Her omtales kun de arter, der bliver dyrket i Danmark.
| Beskrevne arter |

- Palmebladet Bambus (Sasa palmata)
- Sasa veitchii

| Andr arter |

- Sasa argenteostriata
- Sasa borealis
- Sasa chartacea
- Sasa ishizuchiana
- Sasa kurilensis
- Sasa kurokawana
- Sasa masamuneana
- Sasa paniculata
- Sasa ramosa
- Sasa senanensis
- Sasa tsuboiana